# Ellen Pao
Ellen Pao é uma empresária, investidora, escritora, e ativista americana.
Ellen Pao ficou famosa em 2012 quando decidiu processar a companhia Kleiner Perkins Caufield & Byers por discriminação sexual, alegando ter sido excluída de conversas e eventos internos da empresa por seu sexo, além de retaliação por causa de uma antiga relação amorosa com um dos parceiros da companhia. Apesar de ter perdido no processo judicial, o ato de Ellen Pao encorajou outras mulheres que trabalham em empresas do Vale do Silício a processarem empresas como Google e Twitter por assédios e discriminação sexual dentro da empresa.
Anteriormente, foi diretora executiva (CEO) interina do Reddit, mas saiu em 2015 após repercussão negativa das decisões de Ellen Pao, incluindo a demissão de uma funcionária querida pelos usuários. Muitos moderadores de comunidades no Reddit fecharam suas comunidades em protesto, mas outros usuários fizeram comentários odiosos e sexistas à Ellen.
Desde 2016, ela é co-fundadora e CEO da organização sem fins lucrativos Project Include, que tem como propósito aumentar a diversidade no setor de tecnologia.
Trabalhou para a Kapor Capital entre 2016 até 2018, quando decidiu dedicar-se integralmente ao Project Include.